# Oldenlandia rhabdina
Oldenlandia rhabdina är en måreväxtart som beskrevs av Cornelis Eliza Bertus Bremekamp. Oldenlandia rhabdina ingår i släktet Oldenlandia och familjen måreväxter.
Artens utbredningsområde är Nigeria. Inga underarter finns listade i Catalogue of Life.